# Michel Quoist
Michel Quoist (Le Havre, 18 de juny de 1921 - Le Havre, 18 de desembre de 1997) fou un prevere, teòleg, sociòleg i escriptor catòlic francès.
D'origen obrer i ordenat sacerdot el 1947, Quoist es doctorà a La Sorbona a París. La seva tesi doctoral mereixé el premi «Jasen 1954». Aspira a inspirar un cristianisme com a part de la realitat quotidiana i no sota les formes de pietat tradicional i l'espiritualitat aïllada del món. A través dels seus llibres d'espiritualitat contemporània va inspirar milions de cristians d'arreu del món, sobretot aquells que, tant abans com immediatament després del Concili Vaticà II, van cercar relacionar llur fer d'una manera directa amb la vida quotidiana.
Un dels seus llibres, Chemins de Prières (traduït seria: «Camins de pregària»), ja havia arribat a 58 reimpressions el 1990. El 1981 aquest sol llibre ja s'havia traduït a vint-i-quatre llengües amb vendes de més de dos milions i mig de còpies. Algunes d'aquestes oracions foren incloses entre les més famoses de la història. Joan Ruiz i Calonja (1923-2010) va traduir els seus obres principals al catàla: Donar, el diari d'Anna Maria (1963), Estimar, o el diari de Dani (1962) i Reeixir (1960). Publicades per l'editorial Estela aquestes traduccions van arribar a un tiratge d'uns quaranta mil exemplars.
La capacitat de Quoist per presentar idees teològiques complexes amb una mescla de profunditat i senzillesa, despreses de dogmatismes i plenes d'humanitat, inspirà diverses generacions. És un dels anomenats «teòlegs del compromís cristià al món», i se'l considera una de les personalitats més influents en l'espiritualitat dels joves cristians del segle xx.
Obres traduïdes al català
- —. Donar, el diari d'Anna Maria. 3a edició.  Barcelona: Editorial Estela, 1970, p. 393.
- —. Pregàries. 3a edició.  Barcelona: Claret, 1986. ISBN 84-7263-205-9.
- —. Reeixir. 3a. ed..  Barcelona: Claret, 1987. ISBN 84-7263-135-4.